# Uitvaartondernemer

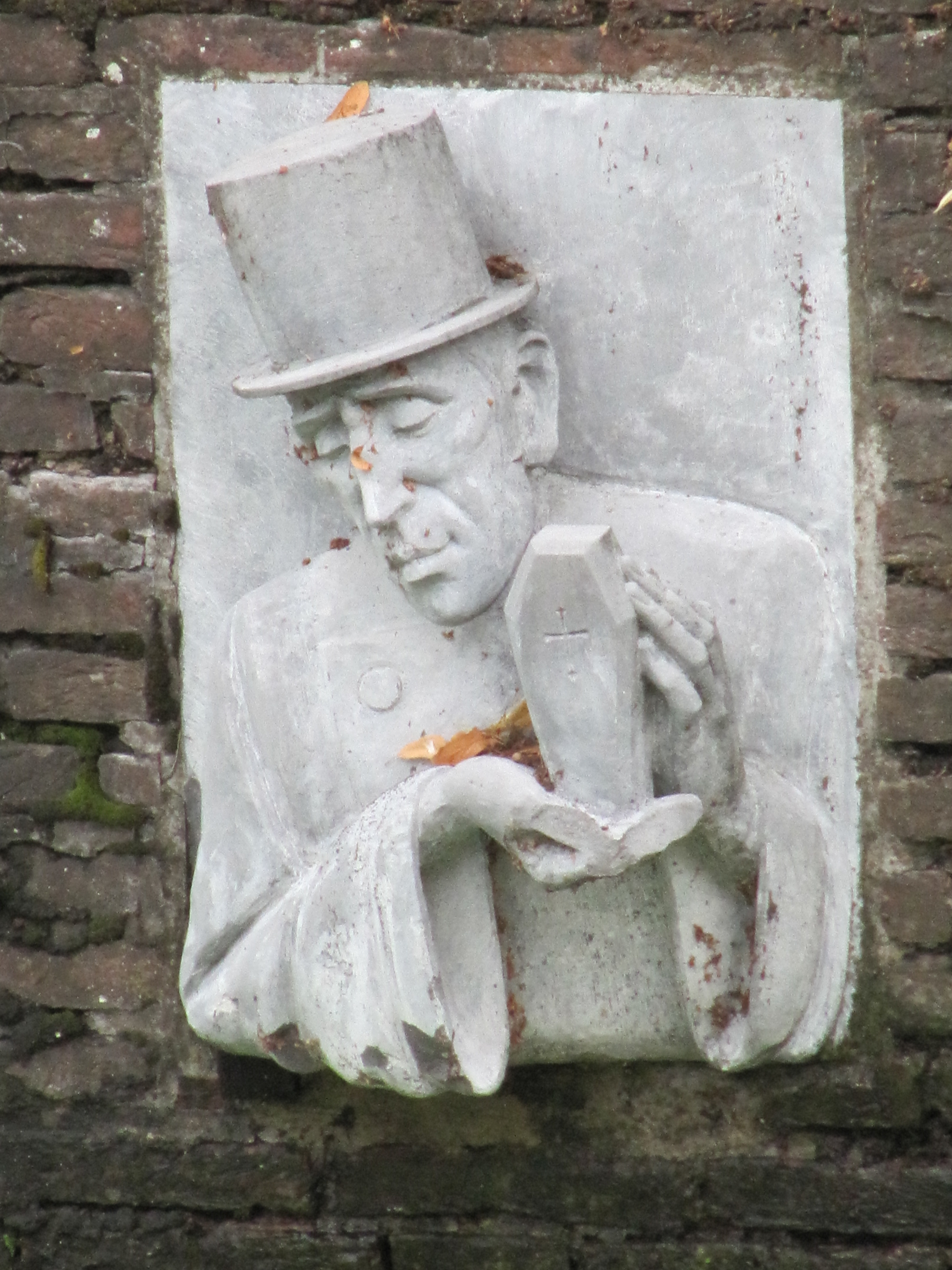
Versierde waterspuwer aan de Langegracht in Amersfoort, verwijzend naar een begrafenisondernemer die daar gevestigd was.

Een uitvaartondernemer, begrafenisondernemer, uitvaartverzorger of lijkbezorger, is een commerciële dienstverlener die uitvaarten verzorgt. In het verleden werd meestal de naam "begrafenisondernemer" gebruikt, en vooral in Vlaanderen is deze term nog zeer gangbaar. Maar omdat er inmiddels zowel in Nederland als in Vlaanderen meer crematies worden verzorgd dan begrafenissen, is de naam "uitvaartondernemer" correcter.

## Het regelen van de uitvaart
Op het moment dat iemand is overleden, en het lichaam is 'vrijgegeven' (in geval van een niet-natuurlijke dood), moet er volgens de Wet op de lijkbezorging een uitvaart plaatsvinden, na ten minste 36 uur na overlijden en niet later dan op de zesde werkdag na de datum van overlijden.
De verantwoordelijkheid voor het uitvoeren van de uitvaart ligt in handen van de nabestaanden. In de Nederlandse Wet op de Lijkbezorging staat: "De lijkbezorging geschiedt overeenkomstig de wens of de vermoedelijke wens van de overledene, tenzij dat redelijkerwijs niet gevergd kan worden." Een overledene kan wensen schriftelijk hebben vastgelegd in een testament of codicil, of mondeling afspraken hebben gemaakt.
In het geval dat er geen nabestaanden zijn of dat de nabestaanden geen uitvaart kunnen of willen regelen, is de burgemeester van de gemeente waar het overlijden heeft plaatsgevonden, belast met deze verantwoordelijkheid.
In beide gevallen wordt voor de regie en praktische uitvoering van de uitvaart meestal een uitvaartondernemer ingeschakeld.  Dit is overigens geen verplichting; nabestaanden mogen ook de uitvaart geheel zelf regelen. De uitvaartondernemer voorziet in opdracht van de opdrachtgever (nabestaanden of burgemeester) in het realiseren van de uitvaart volgens de wens van de opdrachtgever en neemt daarbij de wettelijke regelgeving in acht.

## Taken van een uitvaartondernemer
- Controleren van de naleving van de wettelijke verplichtingen ten aanzien van de uitvaart
- Vaststellen van de kosten
- Reserveren van begraafplaats of crematorium.
- Tijdig opstellen van een rouwadvertentie.
- Ontwerpen en laten drukken van rouwkaarten.
- Organiseren transport van overledene
- Organiseren opbaring
- Organiseren aflegging
- Organiseren van de doodskist of de lijkwade.
- Organiseren uitvaartdienst (kerk/moskee/tempel/rouwcentrum)
- Conserveren van de overledene

## Wie betaalt de uitvaartdienstverlening?
In Nederland en België is de opdrachtgever verantwoordelijk voor de betaling van de ingezette uitvaartdienstverlening. Doorgaans zijn de nabestaanden hiervoor verantwoordelijk, maar in geval van het ontbreken of niet-bekend zijn van nabestaanden is de gemeente verantwoordelijk. Vaak worden de uitvaartkosten geheel of gedeeltelijk gedekt door een uitvaartverzekering.

## Beroepsgroep
In Nederland is de functie van uitvaartondernemer geen beschermd beroep: iedereen die dat wil kan zelfs zonder diploma en zonder enige ervaring starten in deze branche.
Vanuit overheidswege bestaat er ook geen controle op de uitvaartbranche, dus er is ook geen overheidskeurmerk. Belangenverenigingen in de uitvaartbranche hebben daarom zelf voorzien in een kwaliteitskeurmerk, het Keurmerk Uitvaartzorg.

### Brancheverenigingen
Een deel van de uitvaartdienstverleners in Nederland is aangesloten bij een belangenvereniging. In de uitvaartbranche bestaan verschillende belangenverenigingen zoals:
- VOU (Vereniging van Ondernemingen in de Uitvaartverzorging, die met name de grote bedrijven in de uitvaartbranche vertegenwoordigt) opgeheven
- NUVU (Nederlandse Unie van erkende Uitvaartondernemingen, die een deel van de kleine bedrijven vertegenwoordigt) opgeheven
- BGNU (Branchevereniging Gecertificeerde Nederlandse Uitvaartondernemingen) Samensmelting van VOU en NUVU.[2]
- NARDUS samenwerkende uitvaartorganisaties is een vereniging van uitvaartverenigingen. Deze verenigingen werken veelal met vrijwilligers en zijn ontstaan uit het noaberschap.
- Alliantie Begrafenis & Crematie Ondernemers Nederland -Professioneel, een coöperatie van ondernemers